# أسطول البلطيق
أسطول البلطيق (بالروسية: Балтийский флот)‏، هو أسطول بحرية الإمبراطورية الروسية في بحر البلطيق.
تأسس في 18 مايو 1703، تحت حكم القيصر بطرس الأكبر كجزء من البحرية الإمبراطورية الروسية، هو أقدم فرع للبحرية الروسية. في عام 1918 تم حله واستبداله بالأسطول الروسي SFSR ثم أصبح تابعاً للاتحاد السوفيتي في عام 1922، وأصبح يسمى «الراية الحمراء لأسطول البلطيق» كجزء من البحرية السوفيتية، حيث حصل خلال هذه الفترة على جائزة وسام الراية الحمراء.
بعد انهيار الاتحاد السوفيتي في عام 1991، ورث الاتحاد الروسي أسطول بحر البلطيق وعاد إلى اسمه الأصلي كجزء من البحرية الروسية.
يقع مقر أسطول بحر البلطيق في كالينينغراد وتقع قاعدته الرئيسية في بالتييسك، حيث له قاعدة في أوبلاست كالينينغرادسكايا، وقاعدة أخرى في كرنشتات، سانت بطرسبرغ في خليج فنلندا.

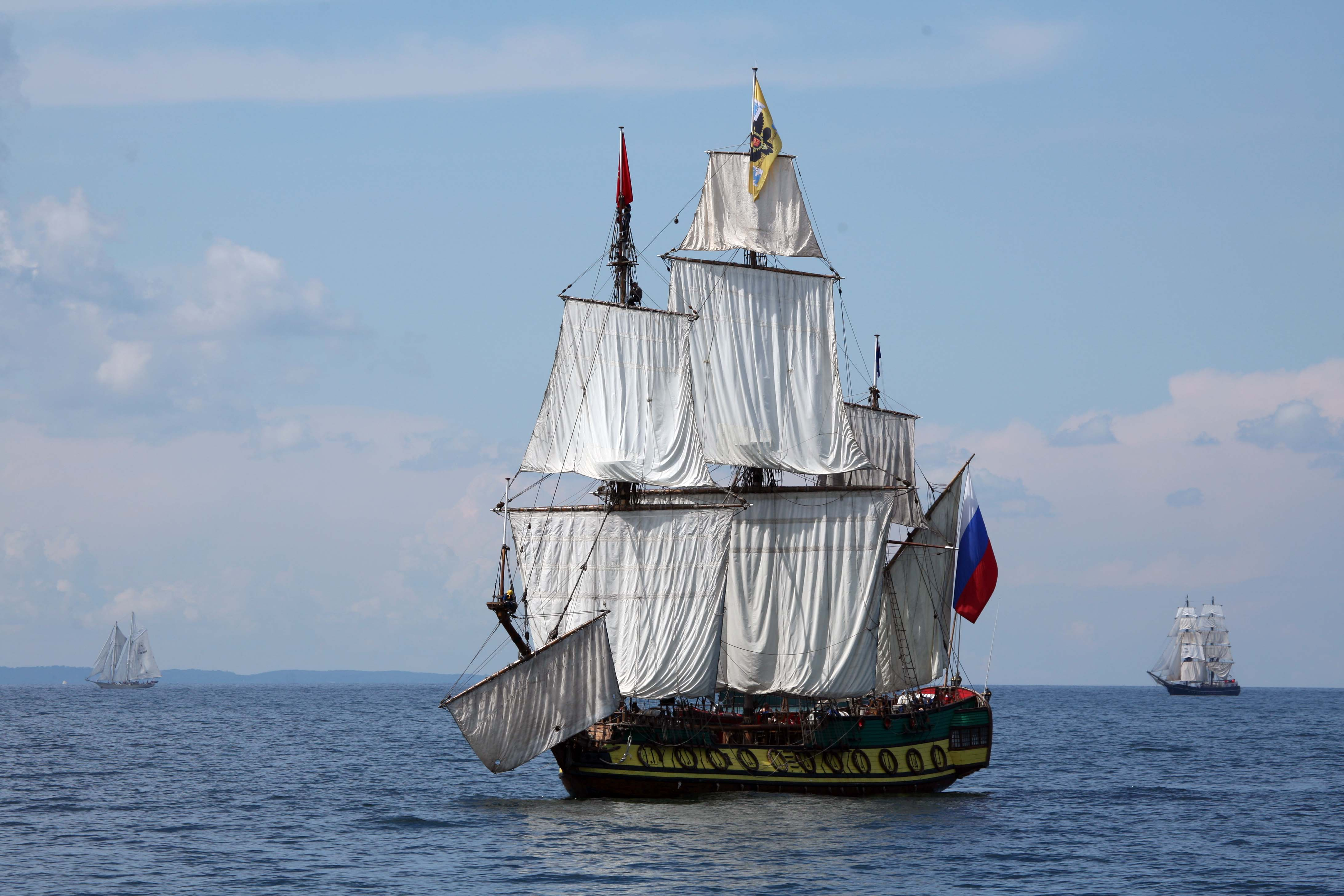
نسخة حديثة من أول سفينة تابعة للأسطول، وهي الفرقاطة شتاندارت التي تحمل 24 بندقية بثلاثة صواري.

بدأ أسطول البلطيق في استقبال السفن الجديدة في عام 1703. كانت أول سفينة تابعة للأسطول هي الفرقاطة شتاندارت ذات الثلاث صواري والتي تحمل 24 مدفعاً وقد كانت رائدة الأسطول، وهي مثال رئيسي على الإهتمام المتنامي في تصميم الفرقاطات.

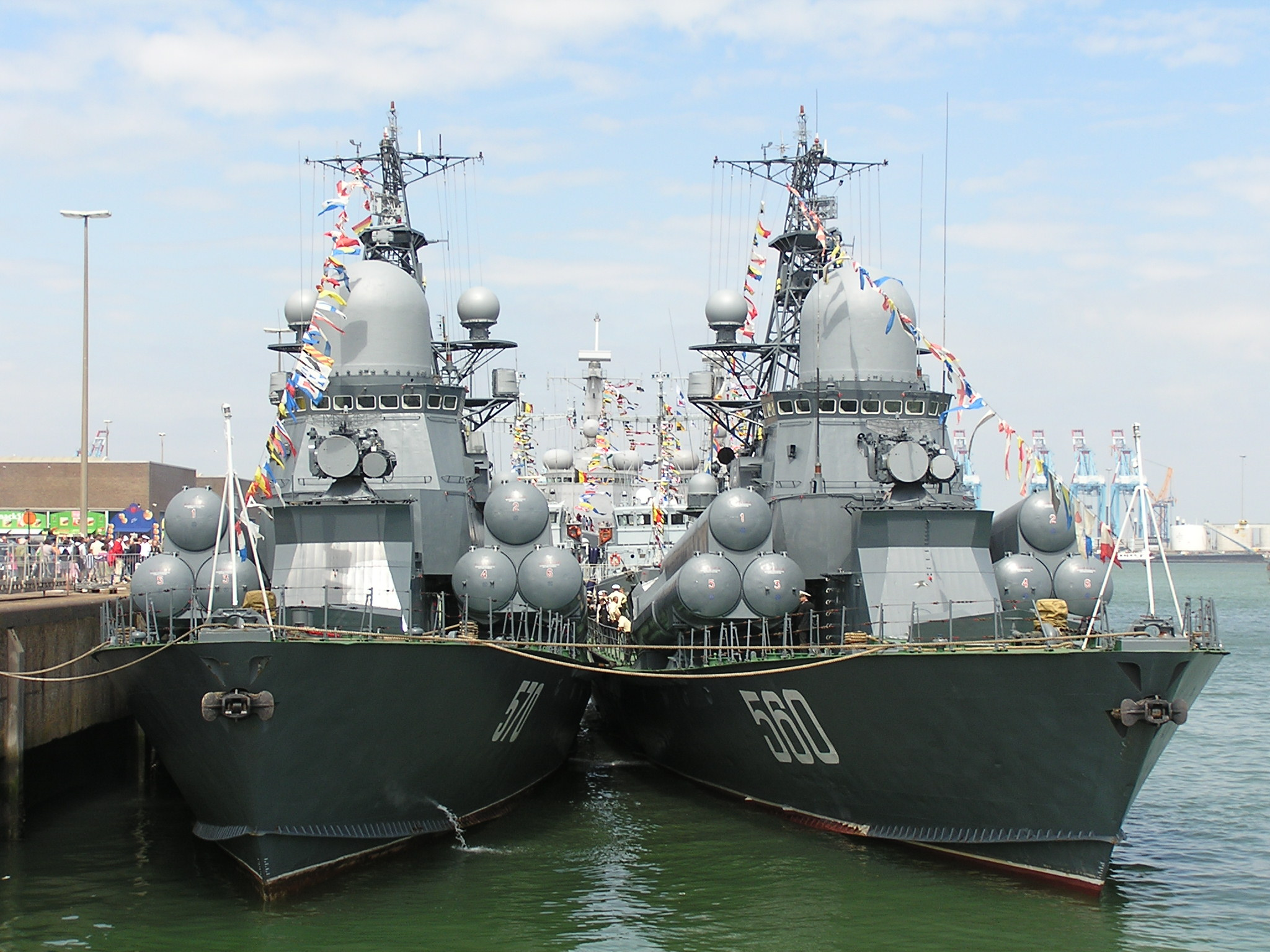
سفن روسية صغيرة حاملة للصواريخ Zyb 'و Passat

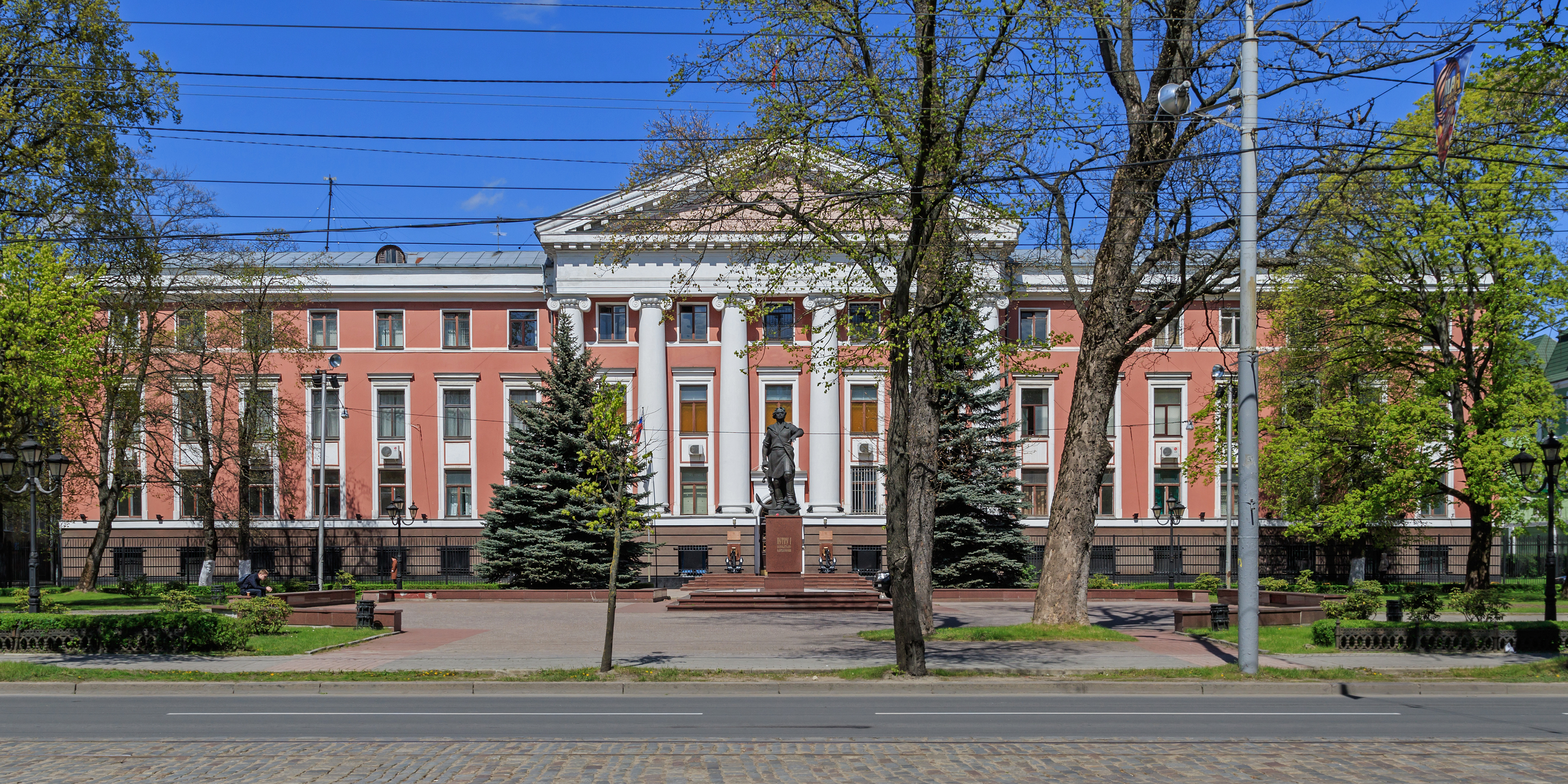
مبنى مقر أسطول البلطيق، كالينينغراد